# Lijst van nummer 1-hits in Denemarken in 2016
Deze hits stonden in 2016 op nummer 1 in de Tracklisten Top 40, de bekendste hitlijst in Denemarken.
| Datum        | Artiest                           | Titel                |
| ------------ | --------------------------------- | -------------------- |
| 1 januari    | Justin Bieber                     | Love yourself        |
| 8 januari    | Justin Bieber                     | Love yourself        |
| 15 januari   | Justin Bieber                     | Love yourself        |
| 22 januari   | Justin Bieber                     | Love yourself        |
| 29 januari   | Gilli                             | Tidligt op           |
| 5 februari   | Gilli                             | Tidligt op           |
| 12 februari  | Gilli                             | Tidligt op           |
| 19 februari  | Gilli                             | Tidligt op           |
| 26 februari  | Brandon Beal & Lukas Graham       | Golden               |
| 4 maart      | Rihanna & Drake                   | Work                 |
| 11 maart     | Rihanna & Drake                   | Work                 |
| 18 maart     | Brandon Beal & Lukas Graham       | Golden               |
| 25 maart     | Brandon Beal & Lukas Graham       | Golden               |
| 1 april      | Sleiman, Livid & Mellemfingamuzik | Bomaye               |
| 8 april      | Sleiman, Livid & Mellemfingamuzik | Bomaye               |
| 15 april     | Sleiman, Livid & Mellemfingamuzik | Bomaye               |
| 22 april     | Christopher & Bekuh Boom          | I won't let you down |
| 29 april     | Christopher & Bekuh Boom          | I won't let you down |
| 6 mei        | Blak                              | Nede mette           |
| 13 mei       | Blak                              | Nede mette           |
| 20 mei       | Blak                              | Nede mette           |
| 27 mei       | Blak                              | Nede mette           |
| 3 juni       | Blak                              | Nede mette           |
| 10 juni      | Blak                              | Nede mette           |
| 17 juni      | Blak                              | Nede mette           |
| 24 juni      | Blak                              | Nede mette           |
| 1 juli       | Blak                              | Nede mette           |
| 8 juli       | Gulddreng                         | Model                |
| 15 juli      | Gulddreng                         | Model                |
| 22 juli      | Gulddreng                         | Model                |
| 29 juli      | Gulddreng                         | Model                |
| 5 augustus   | Gulddreng                         | Se mig nu            |
| 12 augustus  | Gulddreng                         | Se mig nu            |
| 19 augustus  | Gulddreng                         | Se mig nu            |
| 26 augustus  | Gulddreng                         | Se mig nu            |
| 2 september  | Gulddreng                         | Se mig nu            |
| 9 september  | Gulddreng                         | Hva' så              |
| 16 september | Gulddreng                         | Hva' så              |
| 23 september | The Chainsmokers & Halsey         | Closer               |
| 30 september | The Chainsmokers & Halsey         | Closer               |
| 7 oktober    | The Chainsmokers & Halsey         | Closer               |
| 14 oktober   | The Chainsmokers & Halsey         | Closer               |
| 21 oktober   | The Weeknd & Daft Punk            | Starboy              |
| 28 oktober   | The Weeknd & Daft Punk            | Starboy              |
| 4 november   | Gulddreng                         | Drikker for lidt     |
| 11 november  | Gulddreng                         | Drikker for lidt     |
| 18 november  | The Weeknd & Daft Punk            | Starboy              |
| 25 november  | The Weeknd & Daft Punk            | Starboy              |
| 2 december   | Gulddreng                         | Nemt                 |
| 9 december   | Gulddreng                         | Guld jul             |
| 16 december  | Gulddreng                         | Guld jul             |
| 23 december  | Gulddreng                         | Guld jul             |
| 30 december  | Gulddreng                         | Ked af det           |